# V391 Pegasi
V391 Pegasi, nota anche come HS 2201+2610, è una stella subnana blu distante circa 4570 anni luce, nella costellazione di Pegaso; è una delle stelle estreme del ramo orizzontale. La sua massa è circa la metà di quella solare e possiede circa un terzo del diametro solare; la sua luminosità è invece pari a 15,4 volte quella del Sole. Potrebbe essere molto vecchia, fino a 10 miliardi di anni. Come indica la sua sigla di catalogo, è anche una stella variabile, una variabile pulsante di tipo EC 14026.
Le sottonane di classe spettrale B come questa si crede che siano il risultato di un'espulsione dell'involucro di idrogeno di una gigante rossa appena prima dell'inizio della fusione dell'elio. L'espulsione lascia soltanto un leggero strato di idrogeno sulla superficie della stella, circa 1/1000 della massa solare totale. Il futuro di queste stelle è probabilmente quello di diventare una nana bianca di piccola massa e sempre più fredda. Molte stelle continuano a trattenere molto del loro idrogeno anche dopo la prima fase di gigante rossa, diventando in alcuni casi stelle del ramo asintotico delle giganti. La ragione per cui alcune stelle, come V391 Pegasi, perdono così tanta massa non sono ancora ben chiare.

## Sistema planetario
Nel 2007 è stato scoperto un pianeta gioviano extrasolare in orbita a V391 Pegasi, denominato quindi V391 Pegasi b. Questo pianeta mostra cosa potrebbe avvenire quando anche il nostro Sole si trasformerà in una gigante rossa, nel giro dei prossimi 5 miliardi di anni.
| Nome          | Nome          | Massa         | Semiasse maggiore | Eccentricità | Periodo orbitale | Scoperta |
| ------------- | ------------- | ------------- | ----------------- | ------------ | ---------------- | -------- |
| V391 Pegasi b | V391 Pegasi b | >3,2 ± 0,7 MJ | 1,7 ± 0,1 UA      | 0,00         | 1170 ± 44 g      | 2007     |